# Fernando González Molina
Fernando González Molina és un director i productor de cinema i televisió espanyol. Va estudiar Comunicació Audiovisual a la Universitat de Navarra i Direcció a l'Escola de Cinematografia i de l'Audiovisual de la Comunitat de Madrid. El seu primer treball va ser el curtmetratge Velocidad protagonitzat per Beatriz Carvajal, Laura Morales i Vicente Granadas que va obtenir el Roel d'or del Festival de Medina del Campo, el Premi del Públic en el Festival d'Astorga, o el premi Blockbuster al millor curtmetratge de l'any. Després d'aquest curt va començar a realitzar treballs per la productora Globomedia com els avanços de les sèries Águila Roja i Los Serrano, igual que documentals sobre les gires d'UPA Dance. També va fer els videoclips de Fran Perea i Pablo Puyol, igual que documentals sobre les gires d'El Sueño de Morfeo.

## Filmografia
| Pel·lícules | Pel·lícules                | Pel·lícules        |
| Any         | Títol                      | Tasca              |
| ----------- | -------------------------- | ------------------ |
| 2009        | Fuga de cerebros           | Director           |
| 2010        | Tres metros sobre el cielo | Director           |
| 2011        | Fuga de cerebros 2         | Productor executiu |
| 2012        | Tengo ganas de ti          | Director           |
| 2014        | Palmeras en la nieve       | Director           |